# Bizalmi szolgáltatás
A bizalmi szolgáltatás olyan természetes  vagy jogi személyek által végzett tevékenység, amely digitális tanúsítványokat nyújt és megőriz az elektronikus aláírások létrehozására és érvényesítésére, valamint az aláírók és általában a webhelyek hitelesítésére.  
Az elektronikus azonosítási és bizalmi szolgáltatásokról szóló rendelet (910/2014/EU rendelet, ún. eiDAS-rendelet) egy rendeletbe foglalt szabványosítási előírás, amely minden EU-tagországra vonatkozik, és megteremti a digitális pecsétek alkalmazásának lehetőségét az üzleti egységek számára.  
A rendelet értelmében bizalmi szolgáltatónak minősül az egy vagy több bizalmi szolgáltatást nyújtó természetes vagy jogi személy; a bizalmi szolgáltató lehet minősített vagy nem minősített bizalmi szolgáltató.
A bizalmi szolgáltató kifejezést az Európai Parlament és az Európai Unió Tanácsa hozta létre, mint fontos és releváns intézményt, amely biztosítja a szabályozott elektronikus aláírási eljárás kereteit. A fogalom elsőként az elektronikus aláírásokról szóló 1999/93/EK irányelvben jelent meg, eredetileg tanúsítási szolgáltatóként. Ezen irányelvet hatályon kívül helyezte az eIDAS-rendelet, amely 2016. július 1-jén lépett hatályba. A rendelet – kötelező erejű természetéből adódóan – az Európai Unió valamennyi államában közvetlenül alkalmazandó.

## Fordítás
Ez a szócikk részben vagy egészben  a   Trust service provider című angol Wikipédia-szócikk ezen változatának fordításán alapul.  Az eredeti cikk szerkesztőit annak laptörténete sorolja fel. Ez a jelzés csupán a megfogalmazás eredetét és a szerzői jogokat jelzi, nem szolgál a cikkben szereplő információk forrásmegjelöléseként.